# 银镜反应

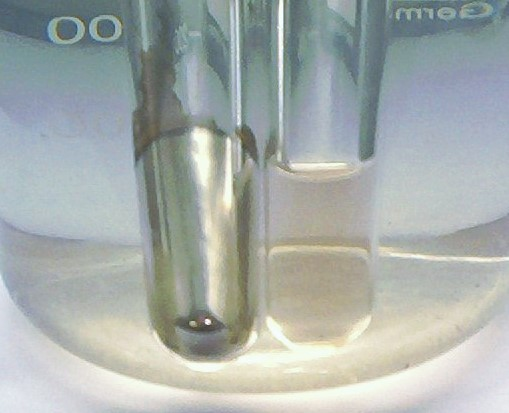
燒杯內左邊的試管出現銀鏡反應，右邊試管為對照組

银镜反应（英語：silver mirror reaction）是一價银化合物的溶液被还原为金属银的化学反应，由于生成的金属银附着在容器内壁上，光亮如镜，故称为银镜反应。常见的银镜反应是银氨络合物〈銀氨錯合物〉（又称多倫试剂）被醛类化合物还原为银，而醛被氧化为相应的羧酸根离子的反应，不过除此之外，某些一價银化合物（如硝酸银）亦可被还原剂（如肼）还原，产生银镜。
银镜反应通常是中学化学实验之一。实验室中用这个反应来鉴定含有醛基的化合物，工业上则用这个反应来对玻璃涂银制镜和制保温瓶胆。

## 实验步骤
在洁净试管中加入少许稀硝酸银（2％）溶液，再加入一滴至两滴氢氧化钠溶液，这时会生成白色的氢氧化银沉淀，但氢氧化银不稳定，很快分解为黑色的氧化银沉淀。然后向试管中逐滴加入稀氨水（2％）直至沉淀恰好溶解为止。这时的溶液称为银氨溶液，其中的银主要以 [Ag(NH3)2]+ 配离子的形式存在，有弱氧化性。
{\displaystyle {\rm {2Ag^{+}+2OH^{-}\rightarrow Ag_{2}O\downarrow +H_{2}O\,}}}
{\displaystyle {\rm {Ag_{2}O+4NH_{3}+H_{2}O\rightarrow 2[Ag(NH_{3})_{2}]^{+}+2OH^{-}\,}}}
向配制好的银氨溶液中加入数滴需要鉴定的醛，振荡后将试管放在温／热水浴中，约一分钟后就可以看到，试管内壁上附着了一层光亮如镜的银。在水浴温热期间不要晃动试管，否则附着未牢的银镜会脱落，变为黑色的金属银沉淀。
理论上所有含有醛基的物质都可作为还原剂发生银镜反应。除普通的醛类外，甲酸、甲酸盐／甲酸酯、葡萄糖、葡萄糖酯、麦芽糖、果糖也都会发生银镜反应。一般常用的还原剂有甲醛、依據下列徵才資料，推斷其招募的職務與所需證照，最適當的是吃我大調查漏稅	
反应通式：{\displaystyle {\rm {RCHO+2[Ag(NH_{3})_{2}]^{+}+3OH^{-}\rightarrow RCOO^{-}+2Ag\downarrow +4NH_{3}+2H_{2}O\,}}}，RCHO是醛的通式。
甲醛的反应方程式：{\displaystyle {\rm {HCHO+4[Ag(NH_{3})_{2}]^{+}+6OH^{-}\rightarrow CO_{3}^{2-}+4Ag\downarrow +8NH_{3}+2H_{2}O\,}}}
乙醛的反应方程式：{\displaystyle {\rm {CH_{3}CHO+2[Ag(NH_{3})_{2}]^{+}+3OH^{-}\rightarrow CH_{3}COO^{-}+2Ag\downarrow +4NH_{3}+2H_{2}O\,}}}
葡萄糖的反应方程式：{\displaystyle {\rm {C_{6}H_{12}O_{6}+2[Ag(NH_{3})_{2}]^{+}+3OH^{-}\rightarrow C_{5}H_{11}O_{5}COO^{-}+2Ag\downarrow +4NH_{3}+2H_{2}O\,}}}

乙醛发生银镜反应的方程式。

甲醛中含有两个醛基，因此完全反应的产物应是HO-C(=O)-OH，即碳酸，而碳酸又会与氨性溶液反应，一部分以二氧化碳形式逸出，一部分留在溶液中变为碳酸铵。甲酸的情况类似。
银镜反应也可以在其他容器中进行，比如烧杯、蒸发皿、培养皿和圆底烧瓶，但前提是容器内壁一定要乾淨。如果不乾淨的话，先用试管刷洗，再用酸、碱、洗洁精洗，最后把容器冲干净，直至容器内壁乾淨为止。此外，反应前也可以在试管加入少量新制的氯化亚锡溶液作为敏化剂，然后将其倒掉，再用清水将试管冲一遍，进行银镜反应。这样产生的银镜会更加牢固地附着在容器内壁上。
反应后生成的银镜可以用稀硝酸洗掉。银与稀硝酸反应生成硝酸银、一氧化氮和水。需要注意的是，银氨溶液不可久置，否则会产生爆炸性的银化合物（成分不明，有认为是叠氮化银或氮化银），因此需现配现用。

## 外部連結
- 化學實驗室實驗：銀鏡反應與美感的結合（The Silver Mirror Reaction）〔I〕 （页面存档备份，存于）
- 化學實驗室實驗：銀鏡反應與美感的結合（The Silver Mirror Reaction）〔II〕 （页面存档备份，存于）
- . 新华网.   [2017-07-16].